# Copa CECAFA 2001
La Copa CECAFA del 2001 fue la edición número 25 del campeonato de la región del África del Este.
Todos los partidos se jugaron en Kigali del 8 de diciembre hasta el 22 de diciembre.

## Información
- Sudán se retiró antes del inicio del torneo por segunda vez consecutiva en Copa CECAFA, lo que provocó una suspensión indefinida, es decir, ya no podía participar más en los torneos futuros.

## Grupo A
| Equipo  | Pts | Pld | W | D | L | GF | GA | GD |
| ------- | --- | --- | - | - | - | -- | -- | -- |
| Kenia   | 7   | 3   | 2 | 1 | 0 | 5  | 1  | +4 |
| Ruanda  | 7   | 3   | 2 | 1 | 0 | 4  | 0  | +4 |
| Eritrea | 1   | 3   | 0 | 1 | 2 | 1  | 3  | -2 |
| Somalia | 1   | 3   | 0 | 1 | 2 | 0  | 6  | -6 |

| 8 de diciembre de 2001, 14:00 | Ruanda                                                            | 3:0 (1:0) | Somalia | Estadio Amahoro, Kigali |  |
|                               | Hassan Mustapha 5' (ag) · Hassan Milli 60' · Olivier Karekezi 70' |           |         |                         |  |

| 10 de diciembre de 2001, 13:00 | Kenia                              | 2:1 (0:1) | Eritrea                  | Estadio Amahoro, Kigali       |                               |
|                                | Tom Juma 75' · Maurice Sunguti 85' |           | Yidnekachew Simangus 38' | Asistencia: 9800 espectadores | Asistencia: 9800 espectadores |

| 12 de diciembre de 2001, 13:00 | Kenia                                    | 3:0 (2:0) | Somalia | Estadio Amahoro, Kigali        |                                |
|                                | Robert Mambo 34' 45' · Simeon Mulama 47' |           |         | Asistencia: 10000 espectadores | Asistencia: 10000 espectadores |

| 12 de diciembre de 2001, 15:00 | Eritrea | 0:1 (0:0) | Ruanda                     | Estadio Amahoro, Kigali        |                                |
|                                |         |           | Theoneste Nshimiyimana 61' | Asistencia: 10400 espectadores | Asistencia: 10400 espectadores |

| 14 de diciembre de 2001, 12:00 | Somalia | 0:0 | Eritrea | Estadio Amahoro, Kigali       |  |
|                                |         |     |         | Asistencia: 7500 espectadores |  |

| 15 de diciembre de 2001, 12:30 | Ruanda | 0:0 | Kenia | Estadio Amahoro, Kigali        |  |
|                                |        |     |       | Asistencia: 12000 espectadores |  |

## Grupo B
| Equipo   | Pts | Pld | W | D | L | GF | GA | GD  |
| -------- | --- | --- | - | - | - | -- | -- | --- |
| Tanzania | 9   | 3   | 3 | 0 | 0 | 7  | 2  | +5  |
| Burundi  | 6   | 3   | 2 | 0 | 1 | 6  | 3  | +3  |
| Uganda   | 3   | 3   | 1 | 0 | 2 | 10 | 4  | +6  |
| Yibuti   | 0   | 3   | 0 | 0 | 3 | 3  | 17 | -14 |

| 9 de diciembre de 2001, 13:00 | Uganda | 10:1 (3:0) | Yibuti           | Estadio Amahoro, Kigali |  |
|                               | Alex Isarbiye 24' 26' 47' · Samuel Naduli 45' 57' · Henry Kabeta 49' · Meddie Nsubuga 61' · George Otika 75' · Robert Kabanda 77' · Noah Kasule 89' |            | Mohamed Said 67' |                         |  |

| 9 de diciembre de 2001, 15:00 | Tanzania                                  | 2:1 (2:0) | Burundi        | Estadio Amahoro, Kigali |  |
|                               | Yusuf Macho 24' · Jumanne Tondolawere 30' |           | Kubi Banga 57' |                         |  |

| 11 de diciembre de 2001, 12:00 | Burundi                                     | 3:1 (1:0) | Yibuti           | Estadio Amahoro, Kigali |  |
|                                | Nicholas Lewis 34' · Samuel Karimbi 65' 75' |           | Hared Robleh 57' |                         |  |

| 11 de diciembre de 2001, 14:00 | Tanzania         | 1:0 (0:0) | Uganda | Estadio Amahoro, Kigali |  |
|                                | Micky Maxime 57' |           |        |                         |  |

| 13 de diciembre de 2001, 12:00 | Yibuti               | 1:4 (0:1) | Tanzania                                                                            | Estadio Amahoro, Kigali |  |
|                                | Ismael Abdullahi 75' |           | Joseph Kasonso 7' · Emmanuel Gabriel 49' · Nicholas Nyagawa 52' · John Mwanzasu 67' |                         |  |

| 14 de diciembre de 2001, 14:00 | Uganda | 0:2 (0:2) | Burundi           | Estadio Amahoro, Kigali |  |
|                                |        |           | Kubi Banga 7' 13' |                         |  |

## Grupo C
| Equipo     | Pts | Pld | W | D | L | GF | GA | GD |
| ---------- | --- | --- | - | - | - | -- | -- | -- |
| Etiopía    | 4   | 2   | 1 | 1 | 0 | 6  | 1  | +5 |
| Ruanda 'B' | 4   | 2   | 1 | 1 | 0 | 5  | 1  | +4 |
| Zanzíbar   | 0   | 2   | 0 | 0 | 2 | 0  | 9  | -9 |

| 10 de diciembre de 2001, 15:00 | Ruanda                                              | 4:0 (3:0) | Zanzíbar | Estadio Amahoro, Kigali |  |
|                                | Jimmy Gatete 16' 35' (pen.) · Billy Mbusa 39' 90+1' |           |          |                         |  |

| 13 de diciembre de 2001, 14:00 | Zanzíbar | 0:5 (0:4) | Etiopía                                                                                          | Estadio Amahoro, Kigali |  |
|                                |          |           | Tafesse Tesfaye 16' · Kiros Afework 37' · Abay Yordanos 41' · Bellay Fekadu 44' · Mulu Bayou 87' |                         |  |

| 15 de diciembre de 2001, 15:00 | Etiopía        | 1:1 (1:0) | Ruanda           | Estadio Amahoro, Kigali |  |
|                                | Mulu Bayou 35' |           | Jimmy Gatete 55' |                         |  |

## Cuartos de final
| 17 de diciembre de 2001, 11:00 | Kenia            | 1:0 (0:0) | Eritrea | Estadio Amahoro, Kigali               |                                       |
|                                | Robert Aguda 89' |           |         | Árbitro(s): Michael Gazingwa (Ruanda) | Árbitro(s): Michael Gazingwa (Ruanda) |

| 17 de diciembre de 2001, 13:00 | Tanzania       | 1:2 (1:1) | Ruanda B                             | Estadio Amahoro, Kigali |  |
|                                | Yusuf Macho 5' |           | Genet Witakenge 1' · Louis Kombi 57' |                         |  |

| 18 de diciembre de 2001, 12:00 | Ruanda                                                                        | 4:2 (3:1) | Uganda                | Estadio Amahoro, Kigali |  |
|                                | Eric Nshimiyimana 27' 65' · Olivier Karekezi 29' · Theoneste Nshimiyimana 30' |           | Alex Isarbiye 25' 48' |                         |  |

| 18 de diciembre de 2001, 14:00 | Etiopía                            | 2:2 (1:0) (5:4 p.) | Burundi                             | Estadio Amahoro, Kigali |  |
|                                | Abay Yordanos 30' · Mulu Bayou 65' |                    | Samuel Karimbi 82' · Kubi Banga 87' |                         |  |

## Semifinales
| 20 de diciembre de 2001, 11:30 | Ruanda | 0:1 (0:1) | Etiopía        | Estadio Amahoro, Kigali                 |                                         |
|                                |        |           | Mulu Bayou 82' | Árbitro(s): Isaac Abdulkadir (Tanzania) | Árbitro(s): Isaac Abdulkadir (Tanzania) |

| 20 de diciembre de 2001, 14:00 | Ruanda B        | 1:3 (1:1) | Kenia                                           | Estadio Amahoro, Kigali              |                                      |
|                                | Billy Mbusa 16' |           | Maurice Sunguti 8' 57' · Bonaventure Maruti 59' | Árbitro(s): Hassan Mohamed (Somalia) | Árbitro(s): Hassan Mohamed (Somalia) |

## Tercer lugar
| 22 de diciembre de 2001, 12:00 | Ruanda | 1:1 (5:3 p.) | Ruanda B | Estadio Amahoro, Kigali        |  |
|                                |        |              |          | Asistencia: 15000 espectadores |  |

## Final
| 22 de diciembre de 2001, 14:00 | Etiopía                                | 2:1 (2:0) | Kenia                    | Estadio Amahoro, Kigali               |                                       |
|                                | Abay Yordanos 8' · Shenko Mamoalem 38' |           | Simeon Mulama 67' (pen.) | Árbitro(s): Michael Gazingwa (Ruanda) | Árbitro(s): Michael Gazingwa (Ruanda) |

| Sudan           |
| Campeón Etiopía |
| Segundo título  |